# كلاوديو أمبروزيني
كلاوديو أمبروزيني (بالإيطالية: Claudio Ambrosini)‏ هو موزع وملحن إيطالي، ولد في 9 أبريل 1948 في البندقية في إيطاليا.

## وصلات خارجية
- كلاوديو أمبروزيني على موقع ميوزك برينز (الإنجليزية)
- كلاوديو أمبروزيني على موقع أول ميوزيك (الإنجليزية)
- كلاوديو أمبروزيني على موقع ديسكوغز (الإنجليزية)